# Гіперіон (роман)
«Гіперіо́н» (англ. Hyperion) — науково-фантастичний роман американського письменника Дена Сіммонса 1989 року. Перша книга тетралогії «Пісні Гіперіона». Роман поєднує в собі шість оповідей, кожна з яких є історією одного з головних героїв.

## Світ роману
Внаслідок наукових експериментів на Старій Землі відбулася Велика Помилка — глобальна катастрофа, що впродовж років знищила планету. Незадовго до того, як чорна діра, що вийшла з-під контролю, припинила існування Землі, почалася так звана Гіджра — переселення людей на інші планети Всесвіту. Це стало можливим завдяки видатному винаходу — двигуну Гокінга (названого на честь відомого сучасного фізика Стівена Гокінга), що дозволяє рухатися зі швидкістю більше швидкості світла. Двигун був винайдений людьми, а ШтІнти (штучні інтелекти), подарували людству такі свої винаходи, як портали Перекидача і надсвітловий зв'язок.
З такими технічними можливостями стало можливим існування міжгалактичного політичного суспільства — Гегемонії Людства зі штаб-квартирою на Тау Кита. За допомогою порталів було створене Всемережжя — пов'язані між собою небесні тіла. Гегемонія активно колонізує планети в Мережі і за її межами за допомогою розвинених технологій і воєнної могутності військово-космічних сил.
Але Гегемонія не має сил протистояти навалам Вигнанців — людей-мутантів, пристосованих для життя в космосі. Гегемонія стоїть на межі знищення. Давнє пророцтво говорить, що в останні дні існування людей на планету Гіперіон до так званих Гробниць Часу повинні вирушити паломники, щоб розгадати їхню таємницю і зустрітися з давнім чудовиськом — Ктирем.

## Історії героїв
У паломництво вирушають герої роману: Консул, католицький священник Лінар Гойт, полковник Федман Кассад, приватний детектив Ламія Брон, вчений Сол Вайнтрауб, поет Мартін Силен і тамплієр Гет Мастін. Згідно з правилами церкви Ктиря, кількість паломників в групі повинна виражатися простим числом, проте на Гіперіон до Гробниць Часу вирушає і малолітня дочка Вайнтрауба — Рахіль.
Дорогою прочани вирішують по черзі розповісти свої історії, по-перше, щоб скоротати шлях і краще пізнати один одного, а по-друге — щоб зрозуміти, навіщо їх відправили на Гіперіон і що їх там чекає. Гет Мастін під час подорожі зникає за таємничих обставин, тому він єдиний учасник паломництва, який нічого не розповів.

### Оповідь священник: Чоловік, який намарно кликав бога
Історія Лінара Гойта. Поль Дюре і Лінар Гойт, священники забутої католицької церкви, прибувають до Гіперіона на своєму кораблі-дереві. Поль вирушає дослідити пам'ятки і населення цієї загадкової планети. Дорогою його провідника вбивають люди бікура, загадкового племені безстатевих і розумово відсталих людей. Подальша його доля стає відомою зі знайденого пізніше щоденника.
У житті бікура виявляється безліч загадок: вони безстатеві, у них, як можна помітити, не народжуються діти, проте чисельність племені, як вони самі кажуть, з якоїсь дивної причини ніколи не змінюється. Крім того, через свою явну розумову відсталість бікура не в змозі нічого зрозуміло пояснити.
До свого величезного здивування отець Дюре виявляє, що ці люди поклоняються загадковій хрестоформі, паразиту, що вростає в їхні тіла. Паразит воскрешає людей після смерті, однак з кожним переродженням ті деградують. Аборигени лишають його самого в живих тільки тому, що виявили на священнику подібний християнський хрест. Пробравшись у священну печеру, отець знаходить свідчення поклоніння хрестоформам упродовж століть. Він думає, що дикуни є вцілілими після аварії стародавнього корабля, зараженими місцевим паразитом. Однак через якийсь час бікура все ж змогли збагнути, що священицький хрест і хрестоформа — це зовсім не одне і те ж. Поморочивши голову над непосильною для їхніх мізків дилемою, дикуни вирішують знищити протиріччя простим і зрозумілим способом — змусивши священника прийняти хрестоформу. Вони відводять Дюре до лабіринтів, де він зустрічає Ктиря і заражається хрестоформою.
Спроби вирізати хрестоформу провалюються; коли Дюре віддаляється від місця проживання дикунів, паразит завдає нестерпного болю. Зрештою священник гине в полум'ї місцевої дивовижі, огнелісу.
Лінар Гойт розповідає як, повернувшись на Гіперіон, організовував рятувальну експедицію і знайшов останки Поля Дюре й щоденник. В приступі гніву експедиція вбила всіх бікура ядерними зарядами.
Консул катує Гойта, щоб вивідати правду і той зізнається, що його загін теж зазнав нападу дикунів. Він насправді знайшов Дюре спотвореним і розіп'ятим на дереві тесла. Той, в надії позбутися хрестоформи, насадив себе на шипи дерева, та хрестоформа воскрешала його знову і знову. Гойт знімає Дюре з дерева і той помирає в нього на руках. Консул оглядає тіло Лінара і виявляє на ньому дві хрестоформи: дану бікура і ту, яка перейшла від Дюре.

### Оповідь вояка: Коханці на війні
Історія Федмана Кассада. Федман Кассад народився в таборах палестинських біженців на Марсі і ще підлітком вступив у банду. За вироком суду йому довелося вступити в бригаду колоніальних військ, де молодий Кассад незабаром зрозумів, що його справжнє покликання — це військова служба. Завдяки своїй рішучості й доблесті він отримує направлення в офіцерську школу Військово-космічних сил Гегемонії. Посеред присвяченої військовим тренуванням віртуальної реальності він зустрічає любов всього свого життя — Монету — загадкову примарну жінку, якимось чином пов'язану з Ктирем.
Після випуску молодий лейтенант Кассад здійснює один подвиг за іншим і швидко робить кар'єру. На планеті Кум-Ріяд капітан Кассад придушує заколот шиїтського Нового Пророка, самовільно перебивши для цього за допомогою застарілих орбітальних лазерів п'ятнадцять тисяч революційних мулл і разом з ними — самого Пророка. Після цього йому знову починає являтися Монета.
Побувавши вже щонайменше на п'яти війнах, полковник Кассад опиняється в самому центрі брудної і кривавої бійні — битви з Вигнанцями за периферійну планету Брешія. Чим більше проливалося крові в війні, тим реальнішою ставала Монета. Отримавши поранення, Кассад тікає на викраденому шаттлі на Гіперіон. Тут його починають мучити пророчі видіння Дерева Болю з насадженими на нього людьми. Нарешті примарна жінка являється Кассаду під час жорстокого бомбардування. Вона приводить воїна до Ктиря і вчить користуватися його здатністю сповільнювати час. Кассад завдяки новій силі винищує напалих Вигнанців і кохається з Монетою посеред поля бою. Несподівано його кохана перетворюється на Ктиря, а Кассад бачить видіння прийдешньої жахливої галактичної війни. Кассад тікає та повертається у Всемережжя, ставши пацифістом.
Після оповіді Консул розпитує, скількох людей на Дереві Болю той бачив. Федман говорить, що бачив одного з паломників, але відмовляється розкрити, кого саме.

### Оповідь поета: Гіперіонові пісні
Історія Мартіна Силена. Талановитий, проте розбещений і манірний, поет Силен народився багато століть тому, ще на Старій Землі. Перед її остаточною загибеллю він залишає свою батьківщину в кріогенній камері субсвітлового вантажного корабля, прибувши через 167 років на планету Небесна Брама.
Сама назва планети стала знущанням з безпросвітних злиднів її жителів і, разом з ними — майбутнього поета. Сам Силен після більш ніж століття кріогенного сну набув важких ушкоджень мозку і на якийсь час перетворився на імбецила зі словниковим запасом з дев'яти слів. Посеред брудних нетрів і злиднів Небесної Брами до мозку Мартіна дуже повільно повертається працездатність, яка нарешті виливається в низку «Пісень». За щасливим збігом, книга Силена з цієї серії «Вмируща Земля» несподівано стає відомою на всю Гегемонію, він сам входить в еліту Великої Мережі і заводить собі розкішний будинок з тридцяти восьми кімнат, розташований завдяки порталам на тридцяти шести планетах.
Однак зліт на самий верх закінчується для поета важкою духовною кризою; він розчаровується в навколишній богемі, модних наркотиках і імплантатах, подорожах, новоявлених модних релігіях. Врешті його покинула муза. Продовження його головного шедевра, «Вмирущої Землі», визнається відверто штампованою халтурою.
Нарешті він втік від популярності, багатства і слави на Гіперіон, де відомий покровитель витончених мистецтв, король Біллі з Віндзорської династії, вирішує заснувати блискуче Місто Поетів. Однак через якийсь час поети і художники стикаються зі страшною маною Гіперіона — Ктирем. Жорстокі вбивства змушують короля Біллі евакуювати Місто Поетів, проте несподівано Ктир стає музою Мартіна. Силен починає писати поему «Гіперіонові пісні», але Біллі спалює рукопис.
Минають століття і Силен, що продовжував своє життя передовими технологіями, вирішує повернутися на Гіперіон, аби завершити поему.

### Оповідь вченого: Гірка вода тече у Леті
Історія Сола Вайнтрауба. Єврейський вчений Вайнтрауб, фахівець з етики, історії та античної філології, давно розчарувався в ідеалах свого народу. Під час загибелі Старої Землі загинув і Ізраїль, Третій Храм зруйнувався, і євреї виявилися в новому вигнанні — на цей раз вічному. Втіхою усього життя Вайнтрауба стає його дочка Рахіль, яка з часом захоплюється артефактами інопланетних цивілізацій і експедиціями в екзотичні світи.
Одного разу уві сні Солу являється Бог його предків, який прямо вимагає повторити жертвоприношення Авраама і принести в жертву власну дочку на Гіперіоні. У цей час Рахіль працює на розкопках на Гіперіоні, де її накрила невивчена аномалія антиентропійних полів Гробниць Часу. Вона починає жити в зворотну сторону — від старшої до молодшої.
Вайнтрауб безуспішно намагається врятувати свою дочку, навіть відвідавши Церкву Ктиря, але медицина безсила, а ктиристи викидають його на вулицю. Рахіль стає все молодшою і молодшою й усе наближається загадковий момент, коли вона повинна зовсім зникнути. Тим часом сни, в яких Бог вимагає від Сола вирушати на Гіперіон і принести свою дочку в жертву, повторюються знову і знову.
Сол Вайнтрауб прибуває в кібуц Кфар-Шалом на планеті єврейських поселенців Хеврон, де до нього нарешті являється Бог. Протягом декількох місяців Вайнтрауб люто сперечається з глузливим і роздратованим Господом, не маючи снаги змиритися з жертвою, яку він вимагає. Бог знову повторює свій наказ і показує Вайнтраубу картини ще страшнішої жертви — картини Першого і Другого Голокосту.
В авіакатастрофі гине дружина Сола, незадовго побачивши уві сні Ктиря. Сол нарешті здається перед волею грізного Бога своїх предків. Він прибуває на Гіперіон з дочкою, щоб спалити її в Гробницях Часу, як востаннє сказав Господь. Рахілі тим часом виповнюється близько тижня і скоро вона має зникнути.

### Оповідь детектива: Довге прощання
Історія Ламії Брон. До детектива з Лузуса, Ламії Брон, одного разу приходить найдивніший клієнт в її кар'єрі. Ним виявляється штучний інтелект, мешканець загадкового ТехноКорду, одне з втілень якого — кібрид (клон) Джона Кітса. Він просить знайти своїх вбивць, хоча під вбивством він розуміє лише своє минуле короткочасне відключення і втрату частини пам'яті.
У пошуках Ламія відвідує віртуальну реальність ТехноКорду, стрибає порталами через безліч світів. В результаті Брон відкриваються багато секретів ШтІнів, зокрема що деякі — далеко не доброзичливі. Виявляється, серед хаотичного сплетення безлічі штучних інтелектів ТехноКорду триває громадянська війна між трьома фракціями: Консерваторами, Протестантами і Абсолютами. Останні прагнуть створити Абсолютний розум, фактично Бога, і якось причетні до Великої Помилки. Але їх бентежить планета Гіперіон — цілковито непередбачувана для прогнозів ділянка простору-часу. Під час свого відключення кібрид обіцяє здійснити паломництво на Гіперіон.
Під час битви з найманцями ворожої фракції Джон гине. Ламія зберігає особистість Джона на петлі Шрена, а сама виявляється вагітною від нього. Поранену Ламію знаходять члени церкви Ктиря і після лікування спрямовують на Гіперіон, де вона сподівається знову побачитися з кібридом.

### Оповідь Консула: Пам'ятаючи про Сірі
Заключна історія Консула. Консул згадує свою бабусю Сірі — ватажка повстанців, яка боролася за незалежність планети Мауї-Заповітної від Гегемонії. Консул описує історію планети, яка зрештою впала під натиском Гегемонії.
Сірі знайомиться з Меріном Аспіком, який здійснює кілька подорожей на Мауї з метою звести портал до інших планет Всемережжя. Через релятивістські ефекти космічних польотів Мерін старішає повільніше. Він закохується в Сірі, але різниця у віці між ними з кожним польотом зростає. Коли портал завершено, Мерін застає Сірі мертвою й отримує її щоденник.
На Мауї Заповітну прибувають туристи з Гегемонії, що руйнує її екосистему. Мерін підбурює народ на Війну Сірі за зруйнування порталу. Ця спроба жорстоко придушується, Мерін гине, проте невдоволення політикою Гегемонії лишається.
Його онук, нинішній Консул, дитиною застає різанину на Мауї, бачить смерть батька і сестри. Вирісши, він успішно завершує навчання і намагається зруйнувати Гегемонію зсередини, для чого робить кар'єру, допомагаючи їй у боротьбі з повстанцями. Консул підлаштовує конфлікт Гегемонії з Вигнанцями, в тому числі війну на Брешії.
Познайомившись із Вигнанцями, Консул усвідомлює, що вони еволюціонували і мають могутню цивілізацію. Гегемонія ж придушує еволюцію людства як виду, покладаючись на завоювання. Живучи в космосі, Консул довідується від нових союзників, що Велику Помилку організували ШтІнти ТехноКорду і союзні їм люди, котрі стояли в основі Гегемонії. Вони запланували Гіджру і саме руйнування Землі, а Вигнанці протистоять їхнім зловісним планам. 
Консул вимикає пристрій Вигнанців, що утримував Ктиря в Гробницях Часу. Цим він сподівається завдати шкоди Гегемонії, але тим самим постає зрадником для Вигнанців.
Закінчивши оповідь, Консул зізнається, що шпигує на користь Вигнанців і тепер, під час паломництва. Зрештою паломники спускаються в долину Гробниць Часу. Загадкові споруди сяють, як не бувало ніколи раніше, і люди продовжують шлях до них, ступаючи в невідоме.

## Основні персонажі
- Ктир — головний лиходій роману. Монстр невідомого походження, що складається з колючого дроту, лез, шипів і інших гострих предметів. Разом з Гробницями Часу рухається з майбутнього в минуле, здатний керувати часом. Об'єкт поклоніння Церкви Останньої Спокути, Володар Болю, сторож Гробниць Часу. За легендою, виконує бажання одного паломника, а решту насаджує на шипи Дерева Болю, прирікаючи на нестерпні муки.
- Консул — колишній губернатор Гіперіона. Загадковий персонаж, який неохоче розповідає про себе. Його ім'я так і залишиться невідомим. Подвійний агент Вигнанців, який спланував багато ключових для інших персонажів подій.
- Лінар Гойт — католицький священник. Під час розповіді католицька церква втратила свої позиції і налічує всього кілька тисяч послідовників. Носить на собі дві хрестоформи — свою і отця Поля Дюре.
- Федман Кассад — полковник Військово-космічних сил Гегемонії, палестинець. Вирушив на Гіперіон, щоб вбити Ктиря і знайти його помічницю — Монету.
- Ламія Брон — приватний детектив. Дочка сенатора Брона, котра розкриває змову штучних інтелектів проти людства.
- Гет Мастін — тамплієр. Істинний Голос Дерева «Іггдрасіль», на якому паломники прилетіли на Гіперіон.
- Мартін Силен — відомий поет. Народився на Старій Землі до її знищення. Багато поневірявся до того, як вперше потрапив на Гіперіон. Там під впливом Ктиря почав поему «Пісні Гіперіона», в надії дописати яку вирушив у паломництво.
- Сол Вайнтрауб — єврейський вчений. Потрапив на Гіперіон в надії врятувати свою дочку. Його дочка Рахіль страждає від «хвороби Мерліна», якою вона захворіла під час розкопок гробниць Часу — вона росте в зворотну сторону, з кожним днем стаючи молодше. Коли паломники прибувають на Гіперіон, Рахіль вже немовля.

## Екранізації
Станом на 2013 рік планувався вихід фільму «Пісні Гіперіона» («Hyperion Cantos») студії Warner Bros. Pictures за мотивами перших двох книг. Режисером фільму міг стати Скот Деріксон, який зняв «День, коли Земля зупинилася». Однак станом на січень 2017 року виробництво фільму так і не було розпочато.

## Переклади українською
Українською роман було перекладено і видано в 2016 році. Книга вийшла одночасно в трьох варіантах, що різняться форматом і оформленням:
- Ден Сіммонс. Гіперіон. Переклад з англійської (також переднє слово, примітки): Богдан Стасюк; ілюстрації: Олег Кіналь. Тернопіль: «НК-Богдан», 2016. — 448 стор. іл. (Серія «Чумацький шлях»). ISBN 978-966-10-4643-5
- Ден Сіммонс. Гіперіон. Переклад з англійської: Богдан Стасюк. Тернопіль: «НК-Богдан», 2016. — 608 стор. (Серія «Горизонти фантастики»). ISBN 978-966-10-4678-7
- Ден Сіммонс. Гіперіон. Переклад з англійської: Богдан Стасюк. Тернопіль: «НК-Богдан», 2016. — 608 стор. (Серія «Горизонти фантастики» (диван)). ISBN 978-966-10-4679-4